# James Young (muzikant, 1949)
James Vincent Young (geboren op 14 november 1949) is een Amerikaanse muzikant.
Hij is het best bekend als een van de gitaristen van de rockband Styx en is het enige originele lid dat ononderbroken deel heeft uitgemaakt van de band. Young kreeg door Styx-leden en fans de bijnaam "J.Y.".
Naast Styx werkte hij samen met Jan Hammer aan het album City Slickers (1985) en bracht hij de albums Out on a Day Pass (1993) en Raised by Wolves (1995) uit met James Young Group.
James Young studeerde aan het Illinois Institute of Technology, waarhij een bachelordiploma behaalde in mechanica en ruimtevaarttechniek.